# مسرح زهرة سوريا
أول مسرح في لبنان، ومن اوائل مسارح بلاد الشام. كان موقع مسرح “زهرة سوريا” في ساحة البرج، وهو أقدم مسارح بيروت المستوفي للشروط الفنية، يرجح أنه تأسس في العام 1887. أنشأه سليم آغا كريدية وشريكه سليم بدر على الطريقة الأوروبية النمسوية، بناءً على نصيحة والي بيروت خالد بك البابان الذي كانت تربطه علاقة صداقة بالاغا كريدية، حيث عرض عليه فكرة إنشاء المسرح وساعده على ذلك بعد زيارته للنمسا (بحسب ما ورد في كتاب “مسارح بيروت وتواريخها”)، الذي يشير أيضاً إلى أن اسم “زهرة سوريا” أطلق على هذا المسرح لأن بيروت كانت تطلق عليها هذه الصفة في القرن الثامن عشر.
واستمر في العرض حتى 1903، حيث استثمره المسرحي يوسف بشارة لثلاث سنوات، ثم حوله كريدية وبدر إلى دار للعرض السينمائي والمسرحي. مع بدء الحرب الأولى تحول المسرح إلى مركز إمداد للقوات العثمانية إلى حين انسحاب الجيش التركي من بيروت، ليعاود المسرح نشاطه حتى 1927، عندما اشتراه علي حموي وجعله مقهى باسم “الكريون”، ومن ثم مخزناً للمواد الغذائية.
في 1940 استثمره الممثلان ناديا تقلا شمعون وعلي العريس، وأطلقا عليه اسم “تياترو ناديا”، إلا أن شركتهما أفلست عام 1945، ليتوقف المسرح عن العمل. اشتراه عفيف كريدية أواخر عام 1945 وجدده وأطلق عليه اسم “مسرح فاروق”، تيمناً بملك مصر والسودان، وبعد ثورة 1952 في مصر غيّر إسمه وأطلق عليه اسم “مسرح التحرير”، تعاطفاً مع ثورة عبد الناصر، واستمر على هذا الاسم حتى 1971 عندما تعرض لحريق كبير قضى على أرجائه.
يشار إلى أن “مسرح فاروق” تميز عن باقي مسارح العاصمة بانفراده في انتقاد السلطة السياسية والحكومات المتعاقبة والشخصيات السياسية البارزة في البلاد، وهذا ما جعل المؤرخين يصفونه بالمسرح السياسي الأول في لبنان.